# 北九州市立花尾小学校
北九州市立花尾小学校(きたきゅうしゅうしりつ はなおしょうがっこう)は、福岡県北九州市八幡東区祇園一丁目にある公立小学校。2004年（平成16年）に、北九州市立前田小学校と北九州市立平野小学校が統合し開校した。

## 学校内

### 一階
一階は職員室、給食室、図書室といった学校生活の屋台骨を支える部屋やスペースが中心となっています。一部のクラスを除いて児童が職員室の前を通り登下校する構造なっています。

### 二階
二階は低学年の普通教室が6室、特別支援学級(あおぞら学級)が2室、特別教室が10室となっています。2階にはとても広いテラスがあり、児童達が野菜、植物などを植えれます。また、テラスの階段から校庭に降りることが出来る為、災害時の避難がスムーズに出来ます。階段も吹き抜けで、全体的に開放感があり良い印象を受けます

### 三階
三階は高学年の普通教室が11室あります。特に南側の廊下は広く、廊下に面した仕切りが可動式の為、特別授業に最適です。また、三階からも、校庭に降りれるので、災害に強いです。

### 屋上
屋上は、プールが設置されており、皿倉山や、八幡東区の市街地を見渡せます。屋上テラスには、ソーラーパネルが設置されています。

## 学校行事
- 4月  入学式
- 5月  歓迎集会・遠足、運動会、天文学習
- 6月  環境体験科、防犯教室(1・2年)、山笠・前田盆踊り(6年)、プール開き、社会科見学、交通安全教室、天文学習(4年)
- 7月
- 8月  夏休み
- 9月  平和学習、夏休み作品展、社会科見学(3年)、自然教室(5年)、音楽鑑賞教室、修学旅行(6年)
- 10月 オンリーワン授業公開、安全セミナー
- 11月 学習発表会、お店集会

### 12月 人権学習参観講演会、校内マラソン記録会
- 1月  薬物防止教室、避難訓練、
- 2月
- 3月  6年生の会、卒業式、修了式
- 現在新型ウイルス対策の為一部変更の可能性があります

## 校歌

### 北九州市立花尾小学校校歌
- 作詞・校歌制定委員会
- 作曲・双紙正俊

## 進学先
- 北九州市立花尾中学校

## 交通

### 鉄道
- JR九州八幡駅

### バス
- 西鉄バス「祇園1丁目」バス停留所

## 周辺施設
- 北九州市前田市民センター
- 北九州市平野市民センター
- 北九州市立八幡東さくら保育所
- 済世第一幼稚園
- スピナ さくら通り
- 九州国際大学
- JICA九州 国際協力機構 九州国際センター
- 響ホール
- 桃園公園